# 16202 Srivastava
A 16202 Srivastava (ideiglenes jelöléssel 2000 CE28) a Naprendszer kisbolygóövében található aszteroida. A LINEAR projekt keretében fedezték fel 2000. február 2-án.